# Keene, New York
Keene är en ort i Essex County i delstaten New York, USA.